# خواكيم كليمنس
خواكيم كليمنس هو كاتب عدل ومحامي وسياسي ألماني، ولد في 6 أكتوبر 1931 في مدينة براونشفايغ في ألمانيا، وتوفي بنفس المكان في 22 يونيو 2018. نشط حزبياً في الاتحاد الديمقراطي المسيحي. وقد انتخب عضو في البوندستاغ الألماني خلال فترته النيابية ‏ (4 نوفمبر 1980 – 29 مارس 1983).